# Университет Биврёста
Университет Биврёста (исл. Háskólinn á Bifröst) — частный университет в деревне Биврёст в долине Нордюраурдалюр у Боргар-фьорда в общине Боргарбиггд.
Основан как кооперативная школа (Samvinnuskólinn) в 1918 году в Рейкьявике. Управлялась Союзом исландских кооперативов (Samband íslenskra samvinnufélaga, SÍS), образованным в 1902 году при объединении кооперативных обществ.
Первым директором школы был Йоунас из Хриблы с момента открытия школы осенью 1919 года по 1927 год. В 1927—1932 годах он был министром юстиции и по делам церкви. В 1932 году Йоунас из Хриблы вернулся на должность директора школы и управлял ей до 1955 года.